# 5295 Masayo
5295 Masayo è un asteroide della fascia principale. Scoperto nel 1991, presenta un'orbita caratterizzata da un semiasse maggiore pari a 3,1452945 UA e da un'eccentricità di 0,0970611, inclinata di 6,30108° rispetto all'eclittica.